# Азорський антициклон
Азорський антициклон, північноатлантичний антициклон, північноатлантична область високого тиску, бермудський антициклон / область високого тиску — велика область високого атмосферного тиску, що знаходиться в Атлантичному океані поблизу Азорських островів на кінських широтах і складає частину субтропічного хребта. Ця область існує постійно, але її вплив сильніший у літній час.
Вплив Азорського антициклону на клімат дуже значний: саме він суттєво впливає на клімат Північної Африки та Іберійського півострову (Іспанія, Португалія), викликаючи тут посушливе літо. Максимум цього антициклону викликає спеку і посуху до півдня Англії, у Франції, Німеччині, східних районах США. Типовий атмосферний тиск в центрі антициклону улітку становить близько 1024 мбар. Взимку антициклон зміщується на південь, і погода в областях, де він активний влітку, стає більш мінливою. З існуванням Азорського антициклону пов'язане утворення тропічних хвиль, з яких формується велике число тропічних циклонів атлантичного басейну.

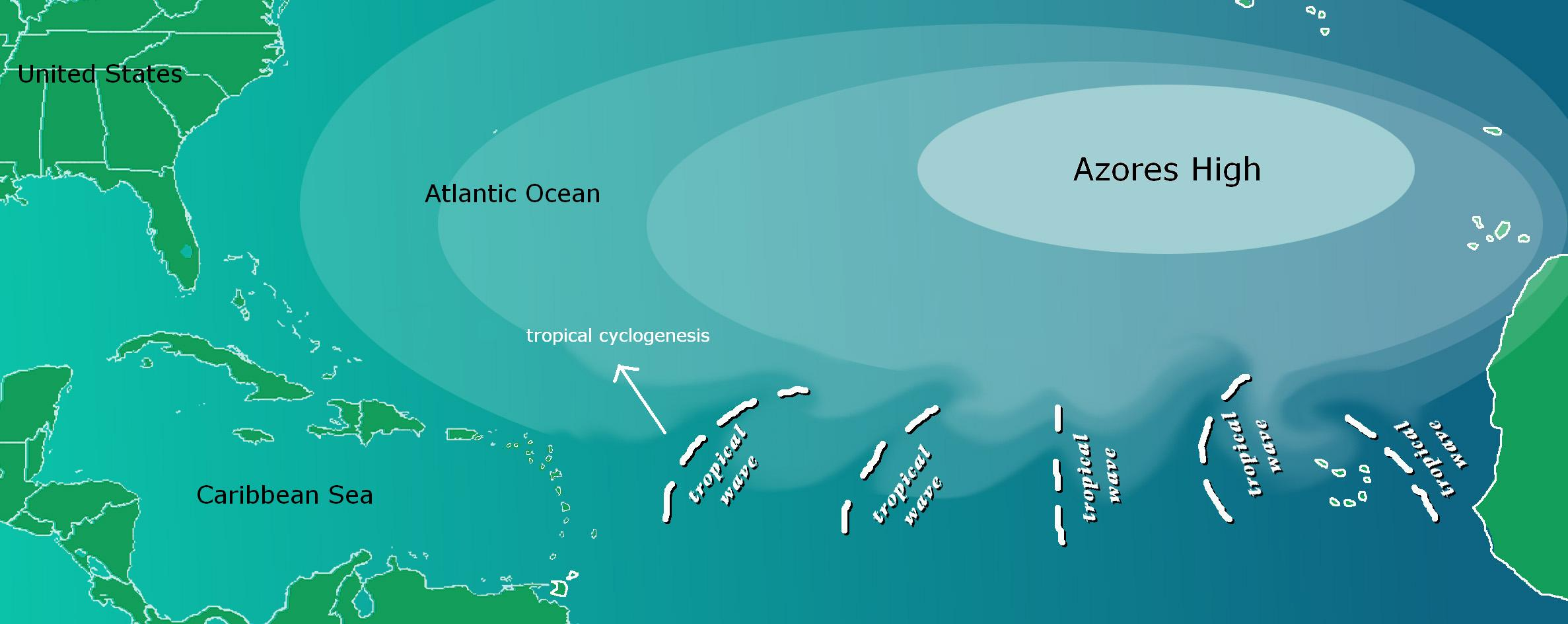
Азорський антициклон і тропічні хвилі